# Giovanni Federico
Giovanni Federico (Hagen, 4 oktober 1980) is een Italiaanse voetballer die onder meer speelde voor VfL Bochum. Sinds 2014 komt hij uit voor TuS Ennepetal.
Als kind speelde speelde hij bij SSV Hagen. Zijn voetballoopbaan begon in 1993 bij VfL Bochum. In 2000 stapte hij over naar 1. FC Köln en in 2005 naar Karlsruher SC. Bij laatstgenoemde voetbalclub kwam hij al snel in de basis waar hij veel goals maakte. In het seizoen 2006/2007 werd hij topscorer (met 19 doelpunten) en hielp zo zijn club aan de kampioenstitel in tweede klasse. Na dat seizoen vertrok hij transfervrij naar Borussia Dortmund. In 2007/08 gold hij er als een basisspeler, maar Dortmund eindigde toen wel op een teleurstellende dertiende plaats. Hierop versterkte de club zich waardoor Federico uit het basisselftal viel. In januari 2009 werd hij verhuurd aan zijn ex-club Karlsruher SC, waar hij weer vaste waarde was.
In de zomer van 2009 besloot Federico om een niveau lager te gaan spelen. Hij verruilde Dortmund voor tweedeklasser Arminia Bielefeld. Hier ontpopte hij zich tot een certitude. Federico scoorde twaalf keer voor de club. In het daaropvolgende seizoen vertrok hij terug naar de club waar hij zijn carrière begon, VfL Bochum. 

## Erelijst
Karlsruher SC
- 2. Bundesliga

2007